# Leptoteleia japonica
Leptoteleia japonica är en stekelart som beskrevs av Yamagishi 1993. Leptoteleia japonica ingår i släktet Leptoteleia och familjen Scelionidae. Inga underarter finns listade i Catalogue of Life.